# Муреция
Вопрос самостоятельности рода Муреция или принадлежности его к другим ботаническим родам исторически трактовался различным образом — некоторые систематики полагали достаточно обоснованным считать его отдельным таксоном в ранге рода, как например, Буассье, Вольф, Коровин, другие предполагали включать его в состав родов Буниум или Элеостикта. Согласно современной классификации на основе системы APG IV по состоянию на декабрь 2022 года, род Муреция (Muretia) является устаревшим синонимичным названием рода Элеостикта (Elaeosticta). Дополнительного уточнения требует таксономическое положение вида Muretia transcaspica Korovin, который находится в статусе «непроверенного» ('unchecked') и еще не определен в принадлежности к подтвержденным родам.
Муреция, также Муретия (лат. Muretia) — род многолетних травянистых растений из семейства зонтичные. Род впервые описан Пьером Эдмоном Буассье в 1844 году.

## Биологическое описание
Растения имеют шишковатый, клубневидный корень и перисторассечённые листья с узколинейными или нитевидными долями. Чашечка не имеет зубцов; окрашена в жёлтый цвет. Плоды имеют характерную цилиндрическую форму с нитевидными рёбрами.

## Виды
Ранее род объединял 8 видов, распространённых в Юго-Восточной Европе и Западной Азии (в том числе на территории бывшего СССР — 5 видов, из них 4 в республиках Средней Азии). Сейчас многие виды, ранее включавшиеся в этот род, реклассифицированы.
Общий список видов, включающий виды, которые относили к роду Muretia ранее, по информации базы данных The Plant List:
- Muretia amplifolia Boiss. & Hausskn.
- Muretia aurea Boiss.
- Muretia fragrantissima Korovin — Муреция пахучая = Galagania fragrantissima Lipsky — Галагания пахучая. Распространена в степных предгорьях стран Средней Азии, богата эфирным маслом[4].
- Muretia lutea (M.Bieb. ex Hoffm.) Boiss. — Муреция жёлтая = Elaeosticta lutea (M.Bieb. ex Hoffm.) Kljuykov, Pimenov & V.N.Tikhom. Встречается в южных районах Европейской части СНГ, в Предкавказье и на юге Западной Сибири; ядовита для скота[4].
- Muretia oeroilanica Korovin
- Muretia tanaicensis Boiss.
- Muretia transcaspica Korovin
- Muretia transitoria Korovin = Elaeosticta transitoria (Korovin) Kljuykov, Pimenov & V.N.Tikhom.